# Alan Thicke

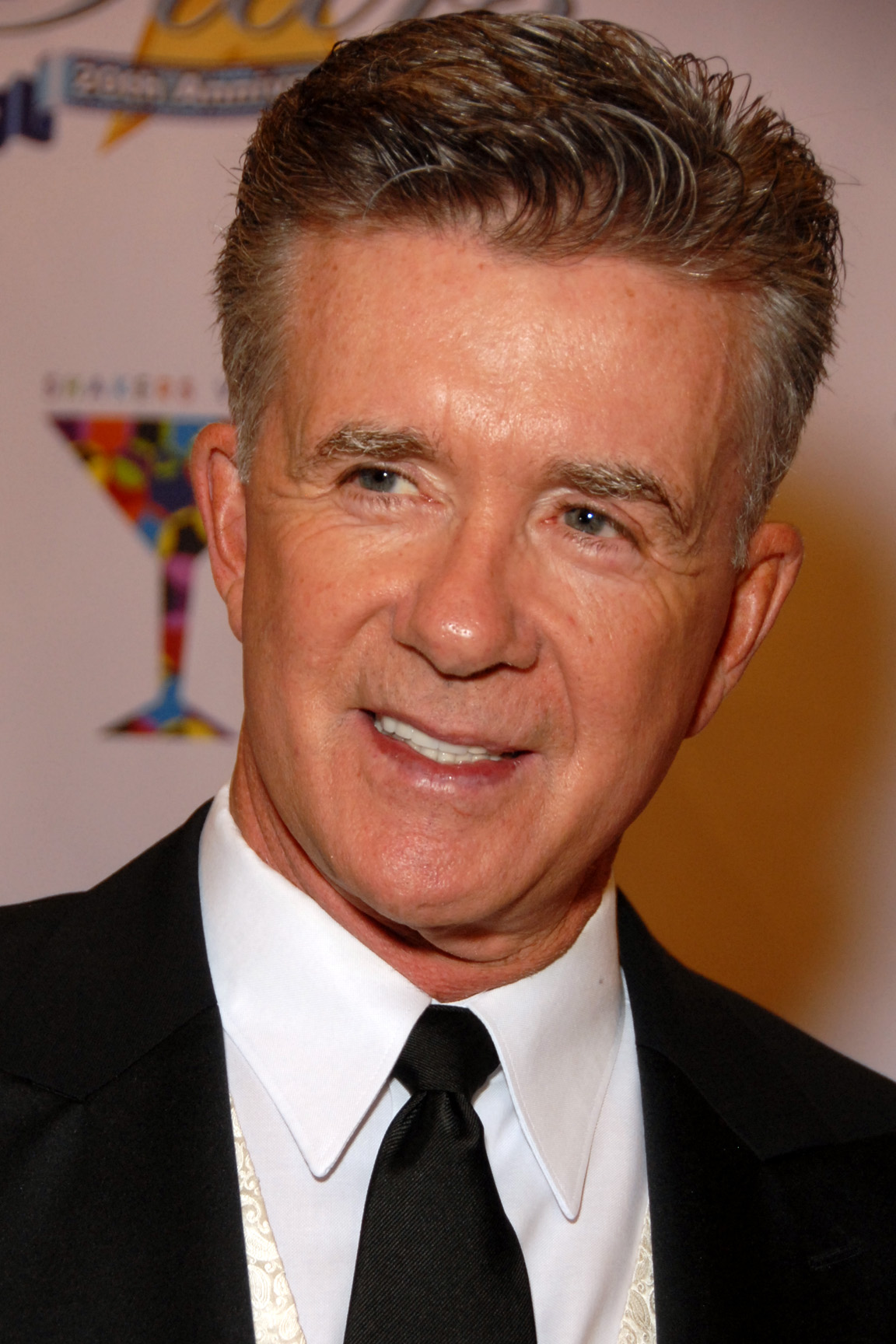
Alan Thicke (2010)

Alan Thicke (* 1. März 1947 in Kirkland Lake, Timiskaming District, Ontario; † 13. Dezember 2016 in Burbank, Kalifornien) war ein kanadischer Schauspieler, Talk- und Gameshow-Moderator und Songwriter. Dem deutschen Publikum ist er aus der Serie Unser lautes Heim bekannt.

## Leben
Alan Thicke wurde als Sohn von Joan, einer Krankenschwester, und William Jeffrey, einem Börsenmakler, geboren. Seine Mutter heiratete nach der Scheidung den Arzt Brian Thicke, dessen Nachnamen auch Alan trug. Im Jahr 1965 schloss er die Elliot Lake Secondary School ab und wurde zum Abschlussballkönig gewählt. Anschließend besuchte er die University of Western Ontario und schloss sich der Studentenverbindung Delta Upsilon an.
Thicke war insgesamt dreimal verheiratet: Aus der ersten Ehe mit Schauspielerin Gloria Loring, die von 1970 bis 1983 hielt, stammen zwei gemeinsame Söhne, Brennan und Robin. 1992 heiratete Thicke die Miss World des Jahres 1990, Gina Marie Tolleson. In dieser Ehe kam Thickes dritter Sohn Carter William zur Welt. Die Verbindung hielt bis 1999. Seit 2005 war Thicke mit Tanya Callau verheiratet. Sein Sohn Robin ist ein erfolgreicher Musiker, Brennan ein bekannter Cartoon-Synchronsprecher.
Thicke war leidenschaftlicher Eishockey-Fan und -Spieler. Im Mai 2003 verlor er fünf Zähne und musste mit 30 Stichen genäht werden, nachdem er von einem fliegenden Puck getroffen worden war. An dem Spiel nahm auch der Schauspieler Michael Vartan teil. Thicke trug keine ausreichende Schutzkleidung.
2013 wurde Thicke mit einem Stern auf dem Canada’s Walk of Fame geehrt.
Am 13. Dezember 2016 brach Thicke beim Eishockeyspiel mit seinem Sohn Carter zusammen. Er wurde in das Providence Saint Joseph Medical Center in Burbank gebracht, wo er drei Stunden später in der Chirurgie verstarb. Er wurde 69 Jahre alt und hinterlässt seine Frau und drei Söhne. Am 21. Dezember wurde der Totenschein veröffentlicht. Demnach sei die Todesursache ein Riss der Hauptschlagader. Bei einer Gedenkveranstaltung kamen, neben 300 weiteren Gästen, die Darsteller aus Unser lautes Heim (Joanna Kerns, Tracey Gold, Kirk Cameron, Jeremy Miller und Leonardo DiCaprio) wieder zusammen. Alan Thicke wurde auf dem Santa Barbara Cemetery im kalifornischen Santa Barbara beigesetzt.

## Karriere

### Schauspieler
Alan Thicke wurde in Deutschland vor allem durch die Darstellung des Familienvaters Dr. Jason Seaver in der Sitcom Unser lautes Heim bekannt. Die Serie lief von 1985 bis 1992 auf ABC in den USA und wurde ab 1993 in Deutschland auf ProSieben ausgestrahlt.
Darüber hinaus trat Thicke in unzähligen Fernsehserien und Filmen als Gastdarsteller auf. Größere Rollen spielte er beispielsweise in den Filmen Demolition High, in dem er den Vater des Hauptdarstellers Corey Haim spielte, und Der Schrei der Taube als Jack West.

### Songwriter
Thicke komponierte zahlreiche Titelmelodien für das amerikanische Fernsehen. Zusammen mit seiner Ex-Frau Gloria Loring war er u. a. für die Melodie der Sitcom Noch Fragen Arnold? verantwortlich. Des Weiteren war er Komponist der Titelmelodie zum US-amerikanischen Original des Glücksrads.

### Moderator
Im kanadischen Fernsehen moderierte Alan Thicke zahlreiche Spiel- und Talkshows. Die bekanntesten waren The Alan Thicke Show und Thicke of the Night.

### Autor
Thicke veröffentlichte in den USA zwei Bücher:
- Thicke, Alan (2003). How Men Have Babies: The Pregnant Father’s Survival Guide. Jodere Group. ISBN 978-1-58872-060-3.
- Thicke, Alan (2006). How To Raise Kids Who Won’t Hate You. iUniverse Star. ISBN 978-1-58348-840-9.

## Filmografie (Auswahl)
- 1974: Jack: A Flash Fantasy
- 1983: Spaß am Copper Mountain (Copper Mountain)
- 1984, 1986: Love Boat (The Love Boat, Fernsehserie, 3 Folgen)
- 1985–1992: Unser lautes Heim (Growing Pains, Fernsehserie, 165 Folgen)
- 1986: Perry Mason und der Mord im Studio (The Case Of The Shooting Star, Fernsehfilm)
- 1988: Eine verhängnisvolle Erfindung (14 Going on 30)
- 1990: Der Hitchhiker (The Hitchhiker, Fernsehserie, Folge 6x02)
- 1993: Der Schrei der Taube (Betrayal of the Dove)
- 1993: Mord ist ihr Hobby (Murder, She Wrote, Fernsehserie, Folge 10x04)
- 1995: Open Season
- 1995–1996: Silver Girls (Fernsehserie, 35 Folgen)
- 1996: Windsor Protocol
- 1996: Demolition High
- 1996–1997: Eine schrecklich nette Familie (Married… with Children, 3 Folgen)
- 1997: Outer Limits – Die unbekannte Dimension (The Outer Limits, Fernsehserie, Folge 3x18)
- 1998: Anarchy TV
- 1999: Two of Hearts – Zwei von ganzem Herzen (Two of Hearts)
- 2000: Bear with Me
- 2001: Eine himmlische Familie (7th Heaven, Fernsehserie, Folge 5x16)
- 2001: Xin shi zi jie tou
- 2003: Carolina – Auf der Suche nach Mr. Perfect (Carolina)
- 2003: Hollywood North
- 2004: Liebe auf Umwegen (Raising Helen)
- 2004: What’s Up, Dad? (My Wife and Kids, Fernsehserie, Folge 5x02)
- 2004: Unser lautes Heim – Die Rückkehr der Seavers (Growing Pains: Return of the Seavers)
- 2005: Yes, Dear (Fernsehserie, Folge 5x07)
- 2005: Joey (Fernsehserie, Folge 2x07)
- 2006: The Surver King
- 2006: Alpha Dog – Tödliche Freundschaften (Alpha Dog)
- 2006–2009: Reich und Schön (The Bold And The Beautiful, Fernsehserie, 7 Folgen)
- 2007: Neds ultimativer Schulwahnsinn (Ned’s Declassified School Survival Guide, Fernsehserie, Folge 3x18)
- 2008: jPOD (Fernsehserie, 13 Folgen)
- 2008: RoboDoc
- 2008–2013: How I Met Your Mother (Fernsehserie, 5 Folgen)
- 2009: The Goods – Schnelle Autos, schnelle Deals (The Goods: Live Hard, Sell Hard)
- 2011: Tripp’s Rockband (I’m in the Band, Fernsehserien, 5 Folgen)
- 2012: Der Chaos-Dad (That’s My Boy)
- 2012: The L.A. Complex (Fernsehserie, 4 Folgen)
- 2012: Hemingway
- 2013: Cubicle Warriors
- 2013: Und endlich ist es Weihnachten! (Let It Snow, Fernsehfilm)
- 2013: Bad Management (Fernsehfilm)
- 2013: Camp Sunshine (Fernsehfilm)
- 2014: A Cookie Cutter Christmas (Fernsehfilm)
- 2015: Scream Queens (Fernsehserie, Folge 1x10)
- 2015: Wish Upon a Christmas (Fernsehfilm)
- 2016: Fuller House (Fernsehserie, Folge 2x02)
- 2016: Stop the Wedding (Fernsehfilm)
- 2016: The Clapper
- 2016: This Is Us – Das ist Leben (Fernsehserie, Folge 1x01)
- 2017: It’s Not My Fault and I Don’t Care Anyway
- 2017: Love’s Last Resort